# Донська армія
Донська армія — назва збройних сил держави Всевелике Військо Донське, згодом також складової частини Збройних Сил Півдня Росії (ЗСПР).

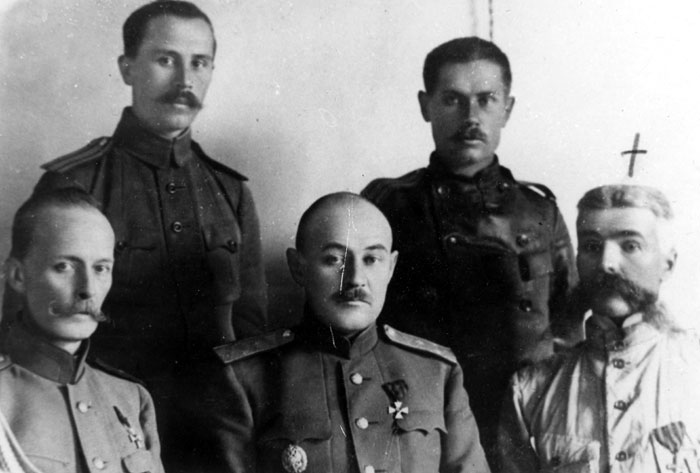
Командування Донської армії (другий склад), лютий 1919 р.

Донська армія була створена навесні 1918 року в ході повстання донського козацтва проти більшовиків на базі повстанських частин і загону генерала П.Х. Попова, який повернувся із Степового походу. Протягом всього 1918 діяла окремо від Добровольчої армії. У квітні складалася з 6-и піших і 2-х кінних полків Північного загону полковника Фіцхелаурова, одного кінного полку в Ростові і декількох невеликих загонів, розкиданих по всій області. Полки мали станичну організацію з чисельністю від 2-3 тисяч до 300-500 чол. — залежно від політичних настроїв в станиці. Вони були піші, з кінною частиною від 30 до 200-300 шашок.
До кінця квітня армія мала до 6 тис. чол., 30 кулеметів, 6 гармат (7 піших і 2 кінних полку). Вона (з 11 квітня) складалася з трьох груп: Південна (полковник С.В. Денисов), Північна (військовий старшина Е.Ф. Семілєтов; колишній Степовий загін) і Задонська (генерал-майор П.Т. Семенов, полковник І.Ф. Бикадоров).
На 12 травня 1918 військовому штабу було підпорядковане 14 загонів: генерал-майорів Фіцхелаурова, Мамонтова, Бикадорова (колишня Семенова), Татаркіна, полковників Туроверова, Алфьорова, Абраменкова, Голубінцева, Тапіліна, Епіхова, Кірєєва, Толоконникова, Зубова, військових старшин Старикова, Сутулова, Кравцова і Мартинова, осавула Вєдєнєєва.
У середині травня 1918 р. Донська армія налічувала 17 тис. осіб, 21 знаряддя, 58 кулеметів. На 1 червня загони були зведені в 6 більших груп: Алфьорова на Півночі, Мамонтова під Царицином, Бикадорова під Батайськом, Кірєєва під Великокнязівської, Фіцхелаурова в Донецькому районі та Семенова в Ростові. У середині літа армія збільшилася до 46-50 тис. чол. За іншими даними, до кінця липня — 45 тис. чол., 610 кулеметів і 150 гармат.
До початку серпня війська розподілялися по 5 військовим районах: Ростовський (генерал-майор Греков), Задонський (генерал-майор І.Ф. Бикадоров), Цимлянський (генерал-майор К.К. Мамонтова), Північно-Західний (полковник З.А. Алфьоров), Усть-Медведицькій (генерал-майор О.П. Фіцхелауров).
З серпня 1918 р. станичні полиці зводилися, утворюючи номерні полки (піші 2-3 батальйону, кінні - 6 сотень), розподілені по бригадах, дивізіям і корпусам. Восени 1918 — на початку 1919 р. військові райони перейменовані в фронти: Північно-Східний, Східний, Північний і Західний. Тоді ж завершилося формування Молодий армії.
Офіцерами в полках були уродженці тих же станиць. Якщо їх не вистачало, брали і з інших станиць, а у разі крайньої необхідності — офіцерів, яким перший час не довіряли.
Влітку 1918 р., не рахуючи постійної Молодий армії, під рушницею перебувало 57 тис. козаків. До грудня на фронті було 31,3 тис. бійців при 1282 офіцерах; Молода армія налічувала 20 тис. осіб. У складі армії були Донський кадетський корпус, Новочеркаск (Атаманське) училище, Донська офіцерська школа і військово-фельдшерські курси.
30 вересня (13 жовтня) до складу армії був включений сформований з частин колишньої Російської народної армії Саратовський корпус Особливою Південної армії. До кінця січня 1919 р. Донська армія мала під рушницею 76,5 тис. осіб. Донські полки в 1919 р. мали в строю по 1000 шабель, але після трьох місяців боїв їх складу скорочувався до 150-200. Морським управлінням ВВД (контр -адмірал І.А. Кононов), була утворена Донська флотилія.